# Preoccupations
Preoccupations são uma banda Canadense de post-punk, que se formou em Calgary, Alberta em 2012, sob o nome de Viet Cong. O grupo é composto de dois ex-membros da banda Women: o vocalista/baixista Matt Flegel e o baterista Mike Wallace, bem como os guitarristas Scott Munro e Daniel Christiansen. O estilo da banda tem sido descrito como "pós-punk labiríntico".

## História
Em 2010, a banda de Women entrou em um hiato indefinido após uma luta no palco. O guitarrista da banda, Christopher Reimer, morreu em 2012. Seguido pela morte de Reimer e o fim de Women, o ex-baixista Flegel, decidiu formar uma nova banda com Munro. Eles recrutaram o ex-baterista Wallace (também da banda Women) e o guitarrista Christiansen.
O EP de estreia da banda, um cassete auto-titulado, foi lançado em 2013.
A banda se apresentou no  festival SXSW, em 2014, e, em seguida, assinou com a gravadora Canadense Flemish Eye. O cassete da banda foi relançado pela gravadora Mexican Summer em vinil no dia 8 de julho, 2014.
A banda lançou o seu álbum de estreia, Viet Cong, em 20 de janeiro de 2015 pela Jagjaguwar/Flemish Eye. A banda anunciou planos para uma turnê Norte-Americana e Europeia para promover o álbum.

## Estilo musical
O estilo musical do grupo foi, principalmente, descrito como "pós-punk". O cassete de estreia da banda foi descrito como uma combinação de "vocais de pós-punk, harmonias sonoras distantes "a la" era-Nuggets, o noise punk [...]".

## Controvérsia
A banda foi frequentemente confrontada sobre o seu nome original, envolvendo acusações de racismo e apropriação cultural por causa da associação com os vietcongues. Em Março de 2015, a banda foi escolhida para tocar no Oberlin College, mas o show foi cancelado devido o seu "nome ofensivo".
Em setembro de 2015, a banda anunciou que eles iriam alterar o seu nome: "Nós somos uma banda que quer fazer e tocar a nossa música para os nossos fãs. Não estamos aqui para causar dor ou lembrar as pessoas das atrocidades do passado". Em 29 de Março de 2016, a revista de música Canadense Exclaim! informou que a banda ainda estavam fazendo shows sob o nome de Viet Cong, e botou um contador em tempo real em seu site escrito: "Dias desde que o Viet Cong prometeu mudar seu nome".
Em 21 de abril de 2016, Flegel, anunciou em uma entrevista na Pitchfork que a banda iria passar a tocar e gravar com o nome de "Preoccupations".

## Integrantes
- Matt Flegel - baixo, vocais
- Mike Wallace - bateria
- Scott "Monty" Munro - guitarra, sintetizador
- Daniel Christiansen - guitarra

## Discografia

### Álbuns de estúdio
- Viet Cong (2015, Flemish Eye/Jagjaguwar)
- Preoccupations (2016, Flemish Eye/Jagjaguwar)
- New Material (2018, Flemish Eye/Jagjaguwar)

### EPs
- Cassette cassete EP (2013, Independente)
- Cassette 12" EP (2014, Mexican Summer)

### Singles
- "Throw It Away" (2013, Independente)
- "Continental Shelf" (2014, Jagjaguwar)
- "Anxiety" (2016, Jagjaguwar)
- "Degraded" (2016, Jagjaguwar)
- "Memory" (2016, Jagjaguwar)